# Mila pruska

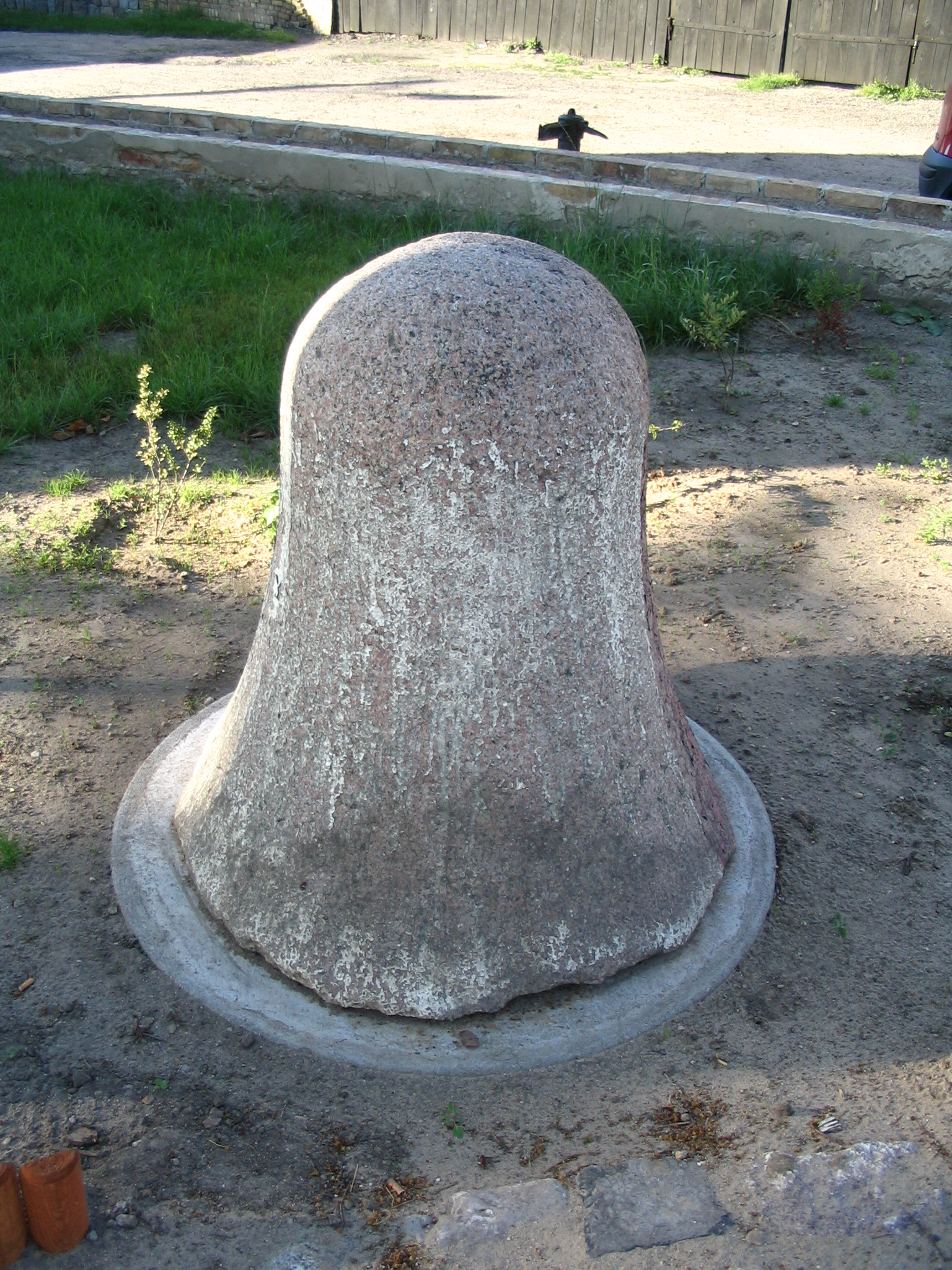
Słup milowy wyznaczający milę pruską

Mila pruska – miara odległości równa 7532,48 metra. Używana była w Prusach, również na ziemiach polskich pod zaborem pruskim, jako miara pocztowa, tzw. mila pocztowa.